# Lista de antigas emissoras da MTV Brasil
Esta é uma lista de emissoras da extinta MTV Brasil, emissora que encerrou as sua transmissões a 30 de setembro de 2013, sendo substituído pela Ideal TV em 1º de outubro.

## Geradora
| Nome       | Cidade    | Estado | Canal                                 | Período   | Atual          | Nome Anterior       |  |
| ---------- | --------- | ------ | ------------------------------------- | --------- | -------------- | ------------------- |  |
| MTV Brasil | São Paulo | SP     | 32 UHF (analógico) / 31 UHF (digital) | 1990-2013 | Atual Ideal TV | Loading (2020-2021) |  |

## Afiliadas
| Nome             | Cidade         | Estado | Canal  | Período   | Atual                                            |
| ---------------- | -------------- | ------ | ------ | --------- | ------------------------------------------------ |
| MTV Minas        | Belo Horizonte | MG     | 16 UHF | 1995-2013 | Extinta                                          |
| TV Imperatriz    | Imperatriz     | MA     | 25 UHF | 2009-2013 | Extinta                                          |
| TV Tucuju        | Macapá         | AP     | 24 UHF | 1992-2000 | RedeTV!                                          |
| MTV Macapá       | Macapá         | AP     | 19 UHF | 2009-2011 | Extinta                                          |
| TV Massayó       | Maceió         | AL     | 32 UHF | ????-2013 | Extinta                                          |
| TV Tropical Hits | Natal          | RN     | 25 UHF | ????-2013 | Extinta                                          |
| MTV CE           | Fortaleza      | CE     | 54 UHF | 1992-1997 | Hoje TV Capital, afiliada à TV Universal         |
| MTV Santarém     | Santarém       | PA     | 20 UHF | 2002-2010 | Extinta                                          |
| TV Corcovado     | Rio de Janeiro | RJ     | 9 VHF  | 1990-1992 | Hoje CNT Rio de Janeiro, emissora própria da CNT |
| TV Olinda        | Olinda         | PE     | 27 UHF | 1992-1999 | TV Novo Tempo                                    |
| TV Recife        | Recife         | PE     | 7 VHF  | 2000-2013 | Atual Ideal TV Nordeste                          |

## Via satélite
A MTV Brasil abriu seu sinal para todas as antenas parabólicas do país (estimadas em até 18 milhões), após ficar, desde 1993, com o sinal codificado por questões legais. Apesar de ser uma emissora aberta em algumas capitais, a MTV é tratada como TV paga em boa parte do país. O canal nega que sua eventual distribuição livre tenha a ver com o corte de seu sinal na operadora SKY. A operadora argumenta que a mudança se relaciona ao crescimento da classe C e à demanda de anunciantes.
Recentemente a Anatel aprovou a entrada da MTV Brasil na parabólica analógica, sendo assim o Grupo Abril possuiu autorização para abrir o sinal no satélite Star One C2. E no dia 2 de setembro de 2008, a MTV teve seu sinal liberado para todo o Brasil via parabólica analógica na frequência 1140 MHz, Banda L, 4010, Banda C, na polarização Horizontal.
No dia 1º de abril de 2012, o canal encerrou suas transmissões via antena parabólica. O sinal foi substituído pelo canal BRZ e por programas independentes. Em comunicado oficial, algumas das causas são o alto custo da transmissão do sinal nas parabólicas, sem nenhum retorno comercial, e a regulamentação do must carry pela Anatel, fazendo com que os canais abertos também estejam na grade de canais das operadoras de TV por assinatura. O canal passa a ser transmitido apenas no satélite NSS 806 na frequência 4189 L com sinal codificado apenas para afiliadas e retransmissoras.